# اوازله
اوازله شهری در شهرستان سابسه در استان بام در بورکینافاسوی شمالی است و جمعیت آن ۵۱۰ نفر است.